# Felipe de Almeida Gomes
Felipe de Almeida Gomes (sinh ngày 5 tháng 1 năm 1988) là một cầu thủ bóng đá người Brasil.

## Sự nghiệp câu lạc bộ
Felipe de Almeida Gomes đã từng chơi cho Vegalta Sendai.